# Rhamphostomella hincksi
Rhamphostomella hincksi är en mossdjursart som beskrevs av Nordgaard 1906. Rhamphostomella hincksi ingår i släktet Rhamphostomella och familjen Romancheinidae. Inga underarter finns listade i Catalogue of Life.